# Kościół św. Jacka w Katowicach
Kościół świętego Jacka – rzymskokatolicki kościół parafialny należący do dekanatu Katowice-Panewniki archidiecezji katowickiej. Znajduje się w katowickiej dzielnicy Piotrowice-Ochojec, w Ochojcu.

## Historia
W 1937 roku został zakupiony grunt pod budowę świątyni. Wkrótce potem zostały wykonane pierwsze wykopy pod fundamenty świątyni zaprojektowanej przez Henryka Cambioka i Emmanuela Witta. W dniu 7 maja 1939 roku ksiądz kanonik Stefan Szwajnoch poświęcił kamień węgielny pod budowę. Postanowiono pospieszyć się z budową świątyni, której oddanie - w stanie surowym - zaplanowano już na odpust św. Jacka tego samego roku. Rzeczywiście, w dniu 20 sierpnia zostało odprawione - w niewykończonej jeszcze budowli - pierwsze nabożeństwo. Świątynia została poświęcona w czasie II wojny światowej. Ordynariusz diecezji katowickiej był wówczas wygnany przez niemieckie władze okupacyjne, co było powodem poświęcenia kościoła w dniu 23 czerwca 1940 roku przez księdza kanonika dr. Karola Wilka, proboszcza z Mikołowa. Dopiero po zakończeniu wojny były możliwe dalsze prace związane z wykończeniem wnętrza świątyni (posadzka, ławki, witraże). W listopadzie 1953 roku zostały uroczyście poświęcone nowe organy. Dopiero po 30 latach od momentu rozpoczęcia prac parafia otrzymuje zezwolenie władz państwowych na dokończenie budowy świątyni, wydane w dniu 7 grudnia 1970 roku przez pułkownika Jerzego Ziętka, po długich staraniach księdza biskupa Herberta Bednorza. Głównym projektantem rozbudowy był profesor dr inż. architekt Mieczysław Król, natomiast odpowiedzialnym za budowę był mgr inż. Franciszek Klimek. W związku z tym w dniu 26 czerwca 1972 roku zostały rozpoczęte właściwe prace przy rozbudowie świątyni. Brygady pracujące pod kierownictwem W. Marszałka, B. Mraczka, S. Ławniczka, A. Puśledzkiego sprawnie i szybko wykonały zaplanowane prace. Przy budowie ofiarnie udzielali się księża: ks. W. Szendzielorz i ks. E. Janota. Po zbudowaniu wież został przygotowany krzyż, który został poświęcony w święto Podwyższenia Krzyża, w dniu 14 września 1973 roku. 23 listopada 1973 roku krzyż ten został umieszczony między wieżami świątyni. 15 czerwca 1975 roku została poświęcona kaplica św. Maksymiliana Marii Kolbego. Na uroczystość przybył m.in. Franciszek Gajowniczek, uratowany przez o. Kolbego współwięzień z obozu. Wydarzenie to można nazwać zakończeniem procesu rozbudowy.